# Hrabstwo Franklin (Pensylwania)
Franklin – hrabstwo w stanie Pensylwania w USA. Populacja liczy 149618 mieszkańców (stan według spisu z 2010 roku).
Powierzchnia hrabstwa to 2002 km² (w tym 3 km² stanowią wody). Gęstość zaludnienia wynosi 74,8 osoby/km².

## Miejscowości

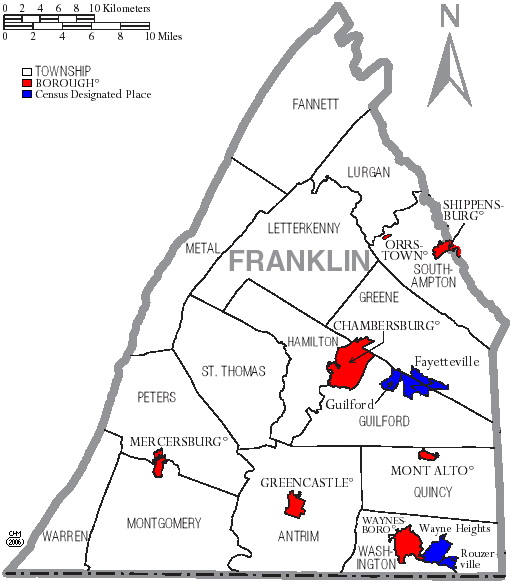
Rozmieszczenie miast i Broughs na mapie hrabstwa

### Boroughs
| - Chambersburg - Greencastle - Mercersburg - Mont Alto | - Orrstown - Shippensburg - Waynesboro |